# Ulmo (vala)
Ulmo es un personaje del legendarium creado por el escritor J. R. R. Tolkien y que aparece en su novela póstuma El Silmarillion. Es el vala de las aguas de Arda y uno de los aratar. Al contrario de los otros valar, Ulmo no vive en Valinor, ni siquiera en Aman, sino que su residencia se encuentra en el mar circundante, Ekkaia, que rodea a toda Arda (de ahí que los elfos digan que Ulmo corre por todas las venas del mundo). Desde ahí se encuentra más cerca de la Tierra Media y de los Hijos de Ilúvatar que el resto de los Valar.
Ulmo se caracteriza por su preocupación constante por la Tierra Media, por eso vive más cerca de esta que los demás. La música del mar se dice que es hecha por Ulmo gracias a sus cuernos, los ulumúri.
Se conocen varios maiar que pertenecen al pueblo de Ulmo:
- Ossë, el maia de las aguas agitadas
- Uinen, la maia, esposa de Ossë, de las aguas calmadas
- Salmar, un maia que le hizo a Ulmo los Ulumúri